# کمیل میکولسیک
کمیل میکولسیک (به انگلیسی: Kamil Mikulčík) (زاده ۱۸ نوامبر ۱۹۷۷) خواننده، بازیگر اهل اسلواکی است.
او همراه با نلا پوسیسکووا نماینده اسلواکی در مسابقه آواز یوروویژن ۲۰۰۹ بود.